# Worlingham
Worlingham est un village et une paroisse civile dans le  district de l'East Suffolk et dans le comté du Suffolk, en Angleterre.

## Géographie
À environ deux kilomètres à l'est de Beccles, Worlingham a gagné en attractivité au cours des dernières années et a connu une flambée du prix des logements. La raréfaction des offres à Lowestoft, Bungay et Southwold et la proximité de Beccles en sont largement la cause. Les prix des maisons à Worlingham sont parmi les plus élevés de la zone nord du district d'East Suffolk (ancien district de Waveney).
Au recensement de 2011, la ville comptait 3 745 habitants
La population agglomérée de Beccles et Worlingham est de 13 868 habitants.

## Vie locale
Worlingham a une variété limitée de magasins. Une épicerie locale, un bureau de poste secondaire, un salon de coiffure, une poissonnerie, une pharmacie et un petit marchand de journaux y ont été installés.
Quatre parcs sont disponibles à la promenade.

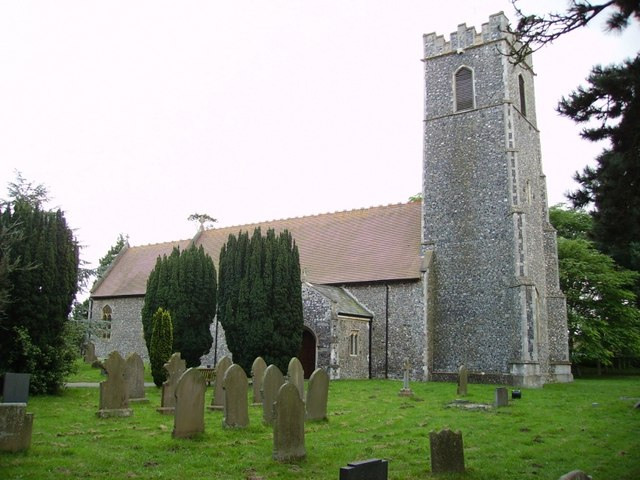
Église De Tous les Saints.

L'église locale, d'environ 900 ans, est dédiée à Tous les Saints (All Saints Church). 
Worlingham Hall, un important manoir du XVIIIe siècle a été transformé en hôtel.
L'école primaire Worlingham CofEVC est implantée dans le village ; les enfants fréquentent Sir John Leman High School à Beccles dès l'âge de 11 ans.
Un groupe de pilotage communautaire a été créé pour redonner vie à l'agglomération en proposant aux enfants et adolescents des lieux d'activités et de rencontres.